# Zé Clayton
Zé Clayton é ator e manipulador do 100 Modos.
Clayton fez a Priscila na abertura do programa TV Colosso/Rede Globo, criada pelo designer Hans Donner; o Jotalhão, personagem da Turma da Mônica de Maurício de Sousa; os bonecos do filme Castelo Rá-Tim-Bum/TV Cultura; e atualmente interpreta o Conselheiro do  Sítio do Picapau Amarelo/Rede Globo.

## Trabalhos Notáveis
- TV Colosso-Priscila
- Turma da Mônica-Jotalhão
- Castelo Rá-Tim-Bum-bonecos
- Sítio do Picapau Amarelo-Conselheiro
- Zorra Total- Orango Silva (Rochinha)[1]